# Cerevajka
Cerevajka (en serbe cyrillique : Церевајка ; en albanais : Caravajka) est un village de Serbie situé dans la municipalité de Preševo, district de Pčinja. En 2002, il comptait 70 habitants, dont 67 Albanais (95,71 %) et 3 Musulmans (4,28 %).
En septembre 2011, l'assemblée des députés albanais de Preševo, Bujanovac et Medveđa a incité les Albanais de Serbie à boycotter le recensement prévu pour le mois d'octobre de cette année-là ; de ce fait, aucun chiffre de population n'a été communiqué pour les localités de la municipalité de Preševo.

## Démographie
| 1948 | 1953 | 1961 | 1971 | 1981 | 1991 | 2002 |
| ---- | ---- | ---- | ---- | ---- | ---- | ---- |
| 240  | 232  | 241  | 228  | 77   | 145  | 70   |

|  |